# Boussières-sur-Sambre
Boussières-sur-Sambre ist eine französische Gemeinde im Département Nord in der Region Hauts-de-France. Sie gehört zum Kanton Aulnoye-Aymeries im Arrondissement Avesnes-sur-Helpe. Die Bewohner nennen sich Boussiérois oder Boussiéroises.

## Geografie
Die Gemeinde Boussières-sur-Sambre liegt an einer Flussschleife der Sambre, sechs Kilometer südwestlich von Maubeuge. Sie grenzt im Nordosten an Hautmont, im Südosten an Saint-Remy-du-Nord, im Südwesten an Pont-sur-Sambre und im Nordwesten an Vieux-Mesnil.

## Bevölkerungsentwicklung
| Jahr                       | 1962 | 1968 | 1975 | 1982 | 1990 | 1999 | 2008 | 2013 | 2020 |
| Einwohner                  | 432  | 428  | 412  | 449  | 423  | 429  | 511  | 531  | 518  |
| Quellen: Cassini und INSEE |      |      |      |      |      |      |      |      |      |

## Sehenswürdigkeiten

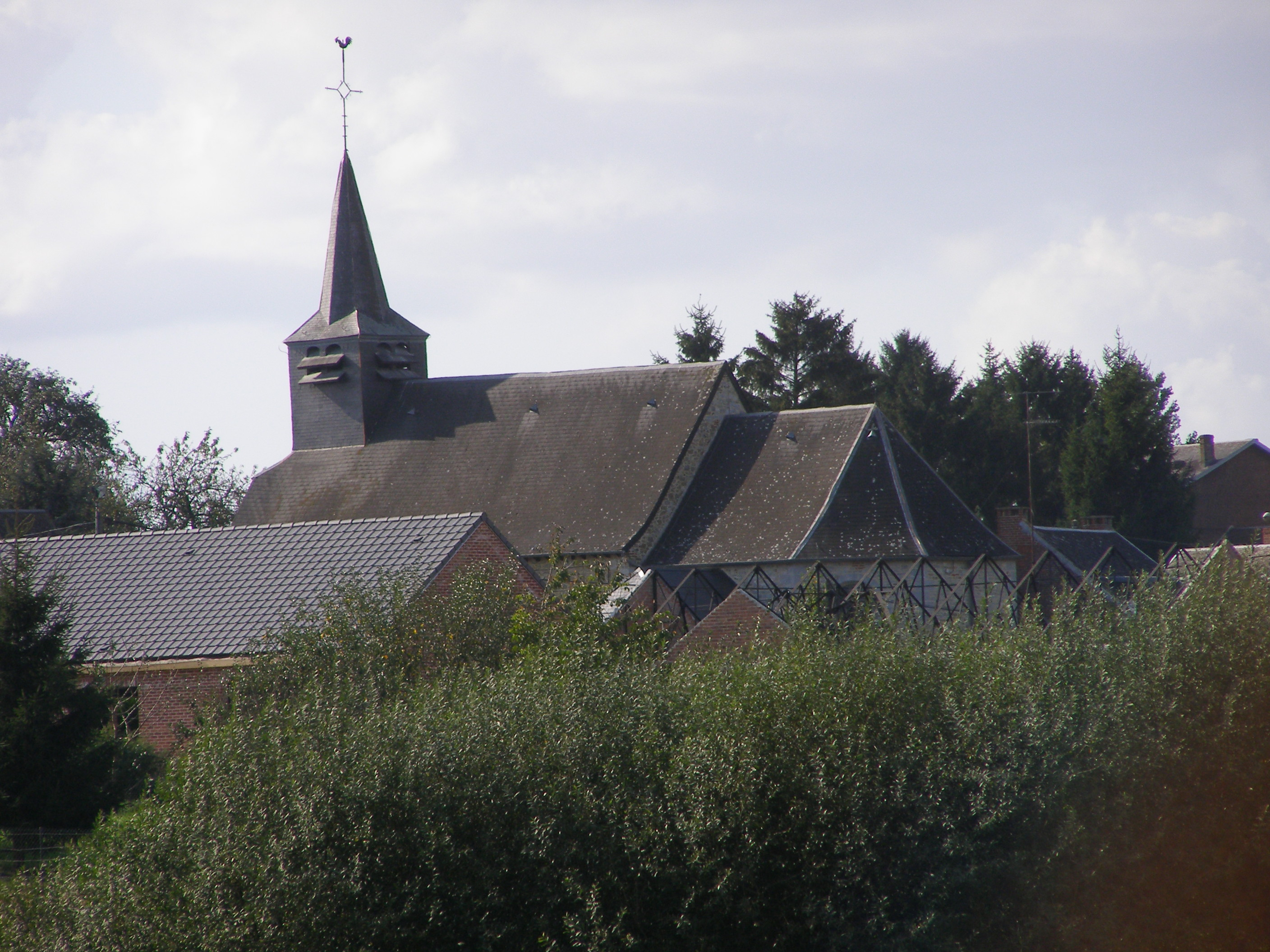
Kirche Saint-Marcel
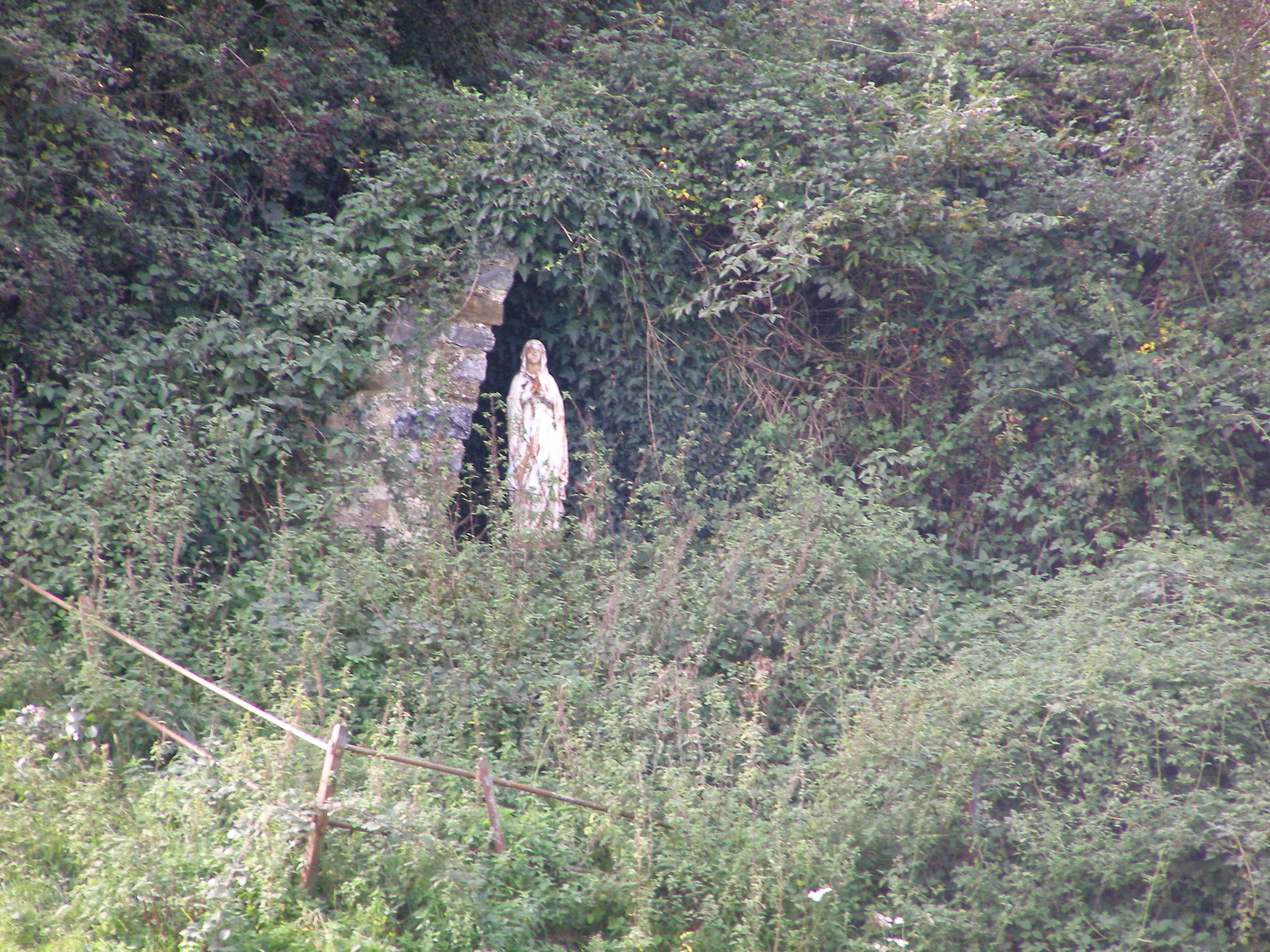
Eines der beiden Oratorien in Boussières
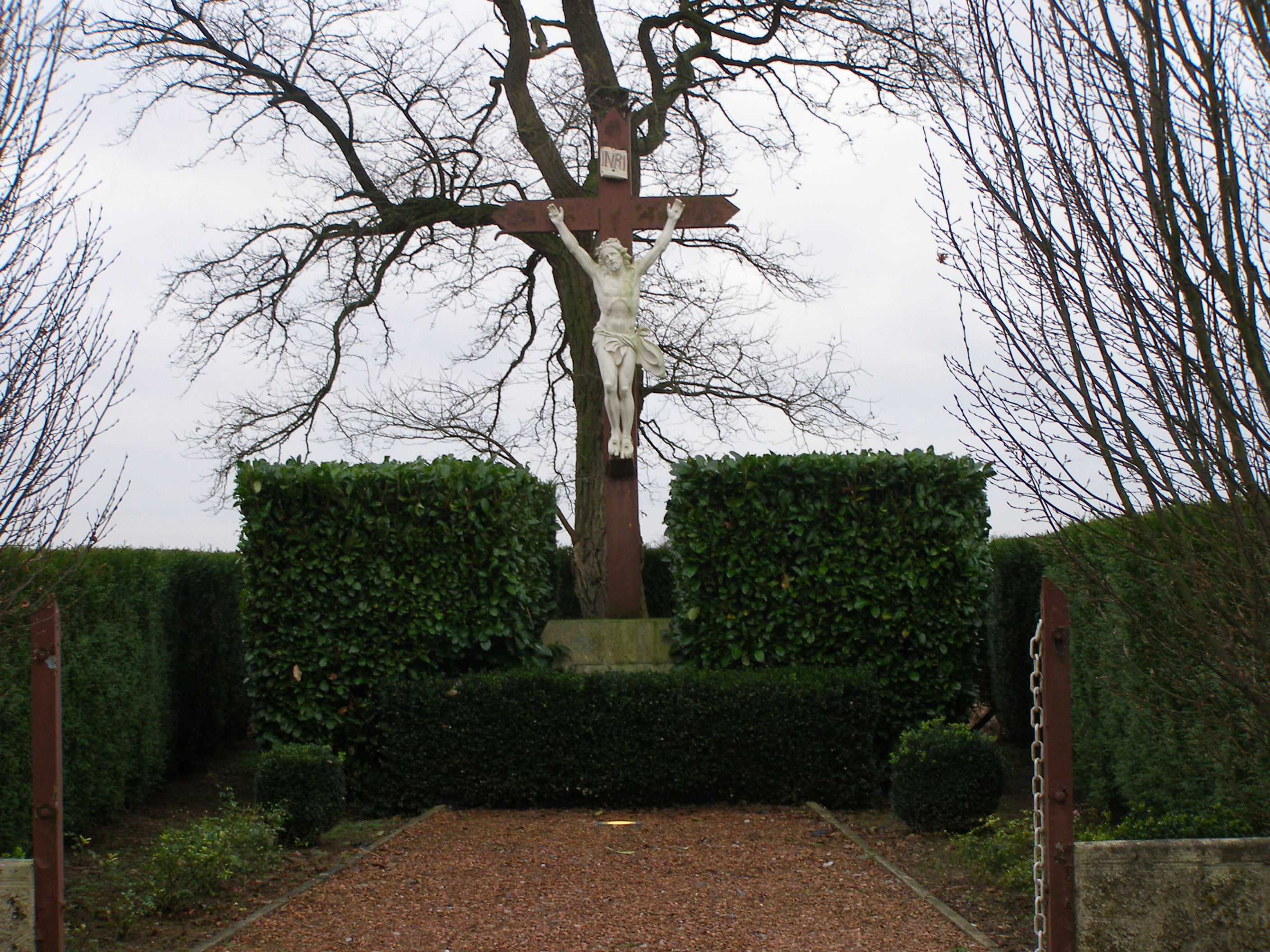
Calvaire
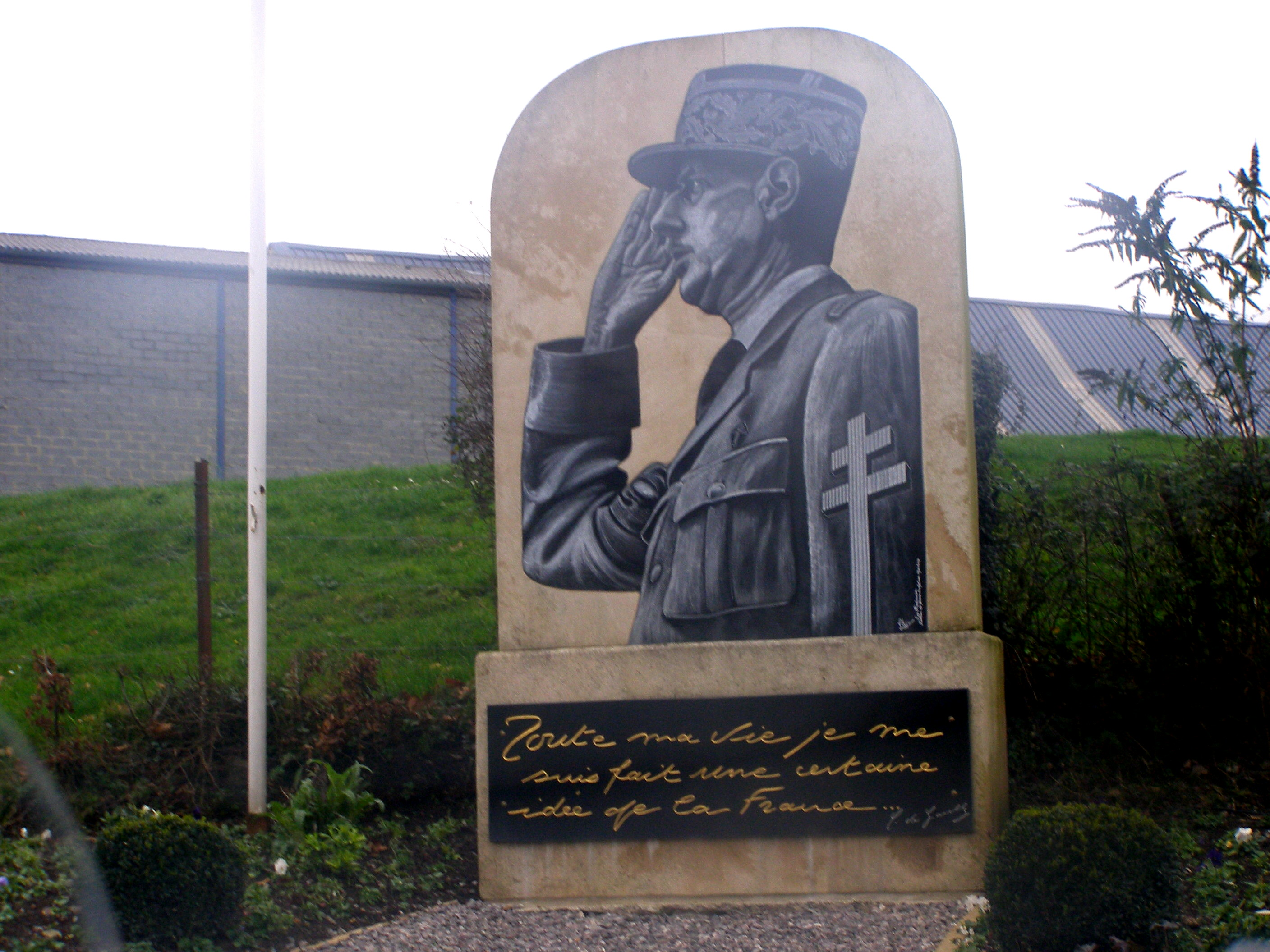
de-Gaulle-Denkmal

- zwei Oratorien

- Kirche Saint-Marcel
- Eines der beiden Oratorien in Boussières
- Calvaire
- de-Gaulle-Denkmal